# Football Manager Handheld
Football Manager Handheld è un videogioco calcistico manageriale, la versione per i dispositivi portatili del gioco Football Manager. La prima versione è uscita il 13 aprile 2006 per la console PSP; è stato il primo gioco della Sports Interactive per un dispositivo portatile.  Il gioco è stato poi introdotto per iOS nell'aprile del 2010 e nell'aprile 2012 anche per Android; entrambe queste versioni sono praticamente uguali a quella per PSP.
Ogni anno, per tutti i dispositivi sopra citati, è uscita una nuova versione del gioco, andando di pari passo con la versione per PC/Mac; la versione 2015 è uscita il 7 novembre per PC e il 20 novembre per i dispositivi iOS e Android.

## Campionati e nazionali disponibili
A differenza della versione per PC, per questioni logistiche il gioco possiede meno campionati, caratteristiche più semplici, ma sempre cercando di essere il più reale possibile. I campionati disponibili nella versione 2012 sono:
- Australia - A-League
- Belgio - Pro League, Tweede klasse
- Brasile - Série A, Série B
- Inghilterra - Premier League, Championship, League One, League Two, Blue Square Premier, Blue Square North, Blue Square South
- Francia - Ligue 1, Ligue 2, National
- Germania - Bundesliga, 2. Bundesliga, 3. Liga
- Paesi Bassi - Eredivisie, Eerste Divisie
- Italia - Serie A, Serie B, Serie C1, Serie C2
- Portogallo - Primeira Liga, Liga Vitalis
- Scozia - Premier League, Scottish First Division, Scottish Second Division, Scottish Third Division
- Spagna - Primera División, Segunda División, Segunda División B
- Galles - Welsh Premier League, Cymru Alliance, Welsh Football League Division One

Non sono ancora stati annunciati i campionati nella versione 2013; di sicuro saranno presenti tutti quelli del 2012. Tra le varie ipotesi sono state scartate ufficialmente la Süper Lig turca, la Prem'er-Liga russa e la Major League Soccer americana, non escludendo però che possano essere inserite nelle versioni successive.
Le nazionali disponibili invece nella versione 2012 sono:
- Australia
- Belgio
- Brasile
- Inghilterra
- Francia
- Germania
- Paesi Bassi
- Italia
- Portogallo
- Scozia
- Spagna
- Galles
- Irlanda
- Irlanda del Nord
- Serbia
- Argentina

## Modalità di gioco
Ci sono fondamentalmente due modalità di gioco:
- Carriera: qui il giocatore inizia con una squadra di club tra una delle nazioni disponibili. Si possono scegliere fino a 4 campionati tra i quali il giocatore potrà diventare allenatore nel corso della sua carriera che dura 30 anni (solo in una però saranno disponibili tutte le leghe, nelle altre ci sarà soltanto la massima divisione). Il giocatore, che è l'allenatore, deve gestire la squadra al meglio (trattative, gestione della squadra, controllo finanziario) per non essere esonerato. Il giocatore può allenare contemporaneamente una squadra di club e una nazionale.
- Sfida: questa modalità è suddivisa in 6 parti, in cui il giocatore deve raggiungere un obiettivo imposto dalla squadra partendo con delle condizioni sfavorevoli, entro la fine dell'anno. Le sfide sono:

1. Salvatore della patria: la squadra è messa in una brutta posizione in classifica, bisogna evitare la retrocessione;
2. Emergenza infortuni: la squadra è dimezzata causa infortuni, bisogna evitare di essere esonerati entro la fine della stagione;
3. Disordini in casa: i giocatori non prendono bene l'annuncio del nuovo allenatore; bisogna gestire la situazione evitando di essere esonerati;
4. Gli invincibili: durante tutto il campionato non bisogna perdere neanche una partita;
5. Misure d'austerità: la società è in crisi finanziaria, bisogna ridurre i costi senza evitare l'esonero per i cattivi risultati;
6. Coi bambini non si vince nulla: la società ha venduto molti giocatori esperti lasciando solo quelli più giovani. Bisogna vincere una qualsiasi competizione entro la stagione.

## Grafica
Anche la grafica varia molto dalla versione per PC, rimanendo sostanzialmente uguale sulle piattaforme mobile (es Android, iOS) in cui è disponibile FHM. La partita non può essere vista in 3D, ma soltanto in 2D oppure si può scegliere anche di non vederla. Non sono presenti le facce dei giocatori e anche gli indicatori delle loro abilità sono diverse. In generale anche la grafica delle diverse schermate è semplificata per adattarsi a dei dispositivi più piccoli.

## Giocatori
Anche il numero di giocatori è limitato. Per esempio squadre che militano in campionati che non possono essere utilizzati hanno delle rose molto ridotte, in alcuni casi presentano dei giocatori che non possono essere acquistati.
Ogni anno il gioco crea dei nuovi giocatori, così da compensare quelli ritirati, in modo tale che il numero generale rimanga costante. Mentre fino alla versione 2011, i cognomi erano inventati o presi da calciatori del passato, dalla versione 2012 i nomi dei nuovi giocatori immaginari sono ripresi da giocatori in attività.